# Sébastien de Jonge
Sébastien de Jonge (België, 1985) is een Belgische dierenrechtenactivist en bestuurder. Hij is vooral bekend vanwege zijn rol in de professionalisering van de dierenbeschermingssector in Wallonië en zijn inzet voor de verbetering van dierenwelzijnswetgeving. De Jonge bekleedde verschillende leidinggevende functies bij organisaties zoals Sans Collier ASBL, de Union Wallonne pour la Protection Animale (UWPA) en GAIA.  

## Carrière

### Beginjaren
De Jonge begon zijn carrière in de dierenbescherming als vrijwilliger in 2007. Hij werd directeur van Sans Collier ASBL, een dierenasiel dat onder zijn leiding uitgroeide van een precaire situatie tot een van de bekendste en modernste dierenopvangcentra in België.
Onder zijn leiding werden twee dierenasielen gebouwd, waaronder dat van Perwez, een project ter waarde van 2,5 miljoen euro. Sans Collier ving jaarlijks ongeveer 1.800 dieren op.
Een van de bekendste dossiers waarmee De Jonge te maken kreeg, was de zaak van Fiona, een zwaar mishandelde hond. De brede mediabelangstelling voor deze zaak leidde tot maatschappelijke verontwaardiging en droeg bij aan de verstrenging van de wetgeving rond dierenmishandeling in Wallonië.
De Jonge speelde ook een actieve rol in de Staking van de Dierenasielen (Guerre des Refuges), Waalse dierenasielen voerden actie tegen het gebrek aan controles en ingrijpen bij dierenmishandeling, en vroegen tegelijk om duidelijke regels en voldoende financiering. Deze acties resulteerden in concrete verbeteringen voor de sector.
Daarnaast werd Sans Collier en haar werking uitgebreid bekend bij het grote publiek door de populaire televisiereeks op de zender La Une Chiens et Chats Sans Collier, die acht seizoenen liep en meer dan 250.000 kijkers per aflevering bereikte.

### UWPA
In 2018 richtte De Jonge de Union Wallonne pour la Protection Animale (UWPA) op. Hij was voorzitter van 2021 tot 2023 en is sinds 2023 bestuurslid. De UWPA groeide uit tot een koepelorganisatie die ongeveer 40 dierenbeschermingsverenigingen in Wallonië verenigt. De Jonge speelde een belangrijke rol in de professionalisering en de vertegenwoordiging van de sector. In samenwerking met GAIA initieerde en superviseerde hij de oprichting van het Animal Disaster Team (ADT), een gespecialiseerd team dat dieren in noodsituaties helpt.

### Andere activiteiten
In 2019 werd de Jonge als speciaal adviseur betrokken bij de SPA van Moeskroen, waar hij een nieuwe ploeg samenstelde om de werking van het asiel te verbeteren.
Hij vertegenwoordigt de sector in verschillende officiële adviesorganen:
- Waalse Raad voor Dierenwelzijn (Conseil Wallon du Bien-Être Animal) sinds 2015
- Brusselse Raad voor Dierenwelzijn (Conseil Bruxellois du Bien-Être Animal) sinds 2024

De Jonge nam actief deel aan discussies en overleg rond verschillende wetsvoorstellen en beleidsontwikkelingen, waaronder:
- De invoering van het houdersvergunningsysteem in Wallonië
- De Waalse Codex Dierenwelzijn
- Wetgeving over dierenfokkerijen en de handel in gezelschapsdieren
- De invoering van een positieve lijst voor reptielen
- Regels rond hypertypen bij honden en katten

### GAIA
Sinds 2024 is de Jonge actief als Directeur Operaties bij GAIA, waar hij zich bezighoudt met lobbywerk, mediacampagnes en de algemene coördinatie voor het Franse deel van het land. 

### Politieke activiteit
De Jonge was in 2019 kandidaat voor de regionale verkiezingen in Waals-Brabant en behaalde de hoogste score onder de plaatsvervangende kandidaten. Van 2019 tot 2023 was hij vicevoorzitter van Les Engagés in Waals-Brabant en adviseur voor dierenwelzijn bij de partijvoorzitter.

## Media en publicaties
De Jonge verscheen regelmatig in de media voor zijn werk rond dierenwelzijn en dierenrechten:
- RTBF – Fiona en de impact op de wetgeving
- RTBF – Televisieserie Sans Collier
- DHnet – Vertrek bij Sans Collier
- Sudinfo – Interview over zijn loopbaan